# Hip to Be Square
Singles par
Stuck with You
(1986) Jacob's Ladder
(1986)
Hip to Be Square est une chanson du groupe américain Huey Lewis and the News, écrite par Bill Gibson, Sean Hopper et Huey Lewis, et sortie en 1986 en tant que deuxième single de leur album Fore!. La chanson fait notamment participer Joe Montana et Ronnie Lott aux chœurs. Le single a atteint la 3e place du Billboard Hot 100.
Lors de leurs concerts, le groupe interprétera la chanson sous le titre (Too) Hip to Be Square, comme par exemple sur leur album live, Live at 25.

## Composition
Dans une interview faite en 2008 pour Entertainment Weekly, Huey Lewis déclare qu'il avait initialement écrit les paroles de la chanson à la troisième personne. Il fait également référence au livre Bobos in Paradise lorsqu'il décrit l'inspiration de la chanson, expliquant qu'elle parlait du « phénomène où les gens des années '60 ont commencé à revenir, à se couper les cheveux, à faire de l'exercice, ce genre de conneries, mais ils ont gardé leurs goûts bohèmes... des bohèmes bourgeois. » Huey Lewis a ensuite modifié les paroles pour qu'elles soient à la première personne, car il pensait que cela améliorerait la blague, mais a déclaré que cela avait involontairement conduit à l'interprétation de la chanson comme un « hymne pour les gens carrés. »

## Utilisations

### American Psycho
La chanson est mentionnée dans le roman American Psycho de Bret Easton Ellis lorsque le personnage principal, Patrick Bateman, fournit une longue critique de la carrière de Huey Lewis and the News. La chanson a ensuite été reprise dans l'adaptation cinématographique lors d'une scène dans laquelle Patrick Bateman (joué par Christian Bale) donne une version abrégée de sa critique à son collègue Paul Allen (Jared Leto) juste avant de le tuer dans sa maison avec une hache, ce qui représente un tournant du film :

« En '87, (sic) Huey a sorti ce disque : Fore!, son album le plus accompli depuis ses débuts, et je trouve que le morceau le plus abouti, c'est Hip to be Square. La chanson est tellement entrainante que je suis sûr que les gens n'écoutent pas les paroles, mais ils devraient, parce que ça n'évoque pas que les plaisirs de la conformité et l'importance des modes, c'est un texte qui parle de l'élaboration du groupe dans son ensemble. »

La chanson figurait également à l'origine sur la bande originale qui accompagnait le film, mais, peu de temps après sa sortie, l'album a été retiré des étagères pour que la chanson y soit supprimée, avant d'être rééditée, même si un petit nombre avait déjà été vendu. Des rumeurs ont affirmé à tort que Huey Lewis s'était opposé au contexte dans lequel sa chanson avait été utilisée dans le film et avait donc exigé qu'elle soit retirée de l'album. En réalité, l'équipe de production du film avait certes payé les droits d'utilisation de la chanson dans le film, mais avait oublié de demander les droits de l'inclure dans la bande originale. Donc, lorsque la bande originale est sortie avec la chanson dessus, Huey Lewis l'a fait retirer parce que les droits de la bande originale n'avaient pas été demandés.
En 2013, Huey Lewis joue dans une parodie de la scène avec « Weird Al » Yankovic pour le site web humoristique Funny or Die,.
En 2021, le groupe de metalcore Ice Nine Kills sort Hip to Be Scared en tant que premier single de leur album The Silver Scream 2: Welcome to Horrorwood. En plus du titre qui représente une référence directe, la chanson et le clip comportaient une partie de la mélodie principale de Hip to Be Square lors d'un sketch qui parodie la critique de Bateman sur le groupe.

### Sesame Street
L'émission pour enfants Sesame Street a créé une parodie éducative de la chanson, intitulée Hip to Be a Square, et l'a utilisée pendant une partie de dessin animé du programme. Huey Lewis a dit à propos de la parodie qu'« ils ont contacté notre éditeur pour le faire, et nous étions heureux de les laisser faire. Je pense que c'est mignon. »

## Classements
| Classement (1986–1987)          | Meilleure position |
| ------------------------------- | ------------------ |
| Australie (Kent Music Report)   | 17                 |
| Canadian Singles Chart          | 14                 |
| Dutch Singles Chart             | 28                 |
| Finnish Singles Chart           | 12                 |
| Nouvelle-Zélande (RMNZ)         | 9                  |
| Espagne                         | 32                 |
| Royaume-Uni                     | 41                 |
| Billboard Hot 100               | 3                  |
| Cashbox Top 100                 | 6                  |
| US Billboard Adult Contemporary | 20                 |
| US Billboard Album Rock Tracks  | 1                  |

## Liste des pistes

### 45 tours
1. Hip to Be Square
2. Some of My Lies Are True (Remix)

### Maxi 45 tours
- Remixé par Shep Pettibone

1. Hip to Be Square (Dance remix) - 6:05
2. Hip to Be Square (Dub mix) - 5:11